# Рашин Лаз
Рашин Лаз је лоциран на северним падинама Ките, једног од задњих висова масива Кукавице на јужном ободу Лесковачке котлине, на једној од тераса Лесковачког мора, коју је оно створило у току свога повлачења. То је право планинско насеље, по типу слично насељима разбијеног типа.

## Назив села
Име овога села састављено је од две речи: особне именице Раша и стварне именице лаз, која се у говорном језику овог региона, па чак и у говорном језику српског народа, више не употребљава. Ову реч лаз забележио је Вук у своме речнику и овако објаснио: 1) као малу њиву и 2) (у Црној Гори) мјесто гдје је много шуме исјечено. Према Стојану Новаковићу, у старом српском језику није била позната реч крчевина, већ је у њеном значењу употребљавана реч лаз. Према томе, Рашин Лаз је у старој српској држави било крчевина неког Раше, то јест његова њива створена крчењем шуме на падинама Ките. У овом региону има још локалитета са називом лаз и то и повезана са властитом именицом и самостално. Тако имамо Бојин лаз и самостално Лаз као локалитет у атару села Накривња.
Ту на месту rде је сада село Рашин Лаз, значи, заселио се у старој српској држави неки Раша који је најпре искрчио своју њивицу и код ње се настанио, а потом је дошло до насељавања и других људи, па је формирано сеоско насеље. Тврдтњe становника данaшњeг Рашиног Лаза да је ово село најстарије насеље у Лесковачкој котлини, није нелогично, већ веома вероватно.

## Из прошлости насеља
Рашин Лаз је из давнине сматран саставним делом села Накривња. И данас један његов део припада административно овом селу, а други Вучју иако, у ствари, ово насеље чини одвојено и самостално село, па га је као такво забележио и Милан Ђ. Милићевић. Под Турцима био је читлук накривањских господара, па су Рашинлашчани после ослобођења од Турака плаћали и аграрни дуг.

## Земља
Земља овог атара налази се на потесу Ломак. Ту су њиве, воћњаци, ливаде и шуме. Рашинлашчани сеју на својим њивама пшеницу, раж, јечам, овас, а саде и кукуруз. Конопља никада нису садили. Саде и дуван. Земљиште је поrодно за неговање воћа. Рашин Лаз има доста орахових стабала, затим крушке, шљиве. Јабука се мање гаји.
До другог светског рата, становници овог села су се у великој мери бавили прерадом дрвета и израдом свих оних предмета које су израђивали и Накривчани и Вучанци: вила, лопата, осовина („оске"), процепа, оплења и чеврмиња, столица, па свих врста лубова, јармова, ковчега и наћви и др., јер им је шума била надохват руку више но и једном подпланинском селу. Сада је та радиност потпуно замрла.
Како је земља у атару овог села по квалитету била веома слаба - седме класе, приноси житарица су били слаби. Са гашењем дрвне делатности Рашинлашчани су запали у тешке привредне прилике из којих су многи нашли излаз у напуштању села и сишли у Накривањ и друга села у близини, а они који су остали у селу запошљавали су се у фабрици у Вучју, па је готово свака кућа имала бар једног радника у овој фабрици.